# Cai Zelin
Cai Zelin (chiń. 蔡泽林; ur. 11 kwietnia 1991 w Dali) – chiński lekkoatleta specjalizujący się w chodzie sportowym.

## Kariera sportowa
W 2010 zdobył srebrny medal mistrzostw świata juniorów w Moncton w chodzie na 10 000 metrów. Rok później startował na uniwersjadzie w Shenzhen, na której indywidualnie był siódmy w chodzie na 20 kilometrów, a wraz z kolegami z reprezentacji sięgnął po srebro w klasyfikacji drużynowej. Czwarty zawodnik igrzysk olimpijskich w Londynie (2012). W 2015 zajął 5. miejsce na mistrzostwach świata w Pekinie.
Medalista mistrzostw Chin i chińskiej olimpiady narodowej oraz reprezentant kraju w pucharze świata w chodzie.
Rekordy życiowe: chód na 10 000 metrów – 38:59,98 (16 września 2012, Tiencin); chód na 20 kilometrów – 1:17:39 (20 marca 2021, Huangshan).

## Osiągnięcia
| Rok  | Impreza                                | Miejsce        | Konkurencja               | Lokata      | Wynik    |
| ---- | -------------------------------------- | -------------- | ------------------------- | ----------- | -------- |
| 2010 | Puchar świata w chodzie                | Chihuahua      | chód na 10 km (juniorzy)  | 2. miejsce  | 42:22    |
| 2010 | Mistrzostwa świata juniorów            | Moncton        | chód na 10 000 m          | 2. miejsce  | 40:43,59 |
| 2011 | Uniwersjada                            | Shenzhen       | chód na 20 km             | 7. miejsce  | 1:26:55  |
| 2011 | Uniwersjada                            | Shenzhen       | chód na 20 km (drużynowo) | 2. miejsce  | 4:24:56  |
| 2012 | Puchar świata w chodzie                | Sarańsk        | chód na 20 km             | 34. miejsce | 1:24:09  |
| 2012 | Igrzyska olimpijskie                   | Londyn         | chód na 20 km             | 4. miejsce  | 1:19:44  |
| 2013 | Mistrzostwa świata                     | Moskwa         | chód na 20 km             | 26. miejsce | 1:25:31  |
| 2014 | Puchar świata w chodzie                | Taicang        | chód na 20 km             | 2. miejsce  | 1:18:52  |
| 2014 | Igrzyska azjatyckie                    | Incheon        | chód na 20 km             | 4. miejsce  | 1:22:56  |
| 2015 | Mistrzostwa świata                     | Pekin          | chód na 20 km             | 5. miejsce  | 1:20:42  |
| 2016 | Drużynowe mistrzostwa świata w chodzie | Rzym           | chód na 20 km             | 2. miejsce  | 1:19:34  |
| 2016 | Igrzyska Olimpijskie                   | Rio de Janeiro | chód na 20 km             | 2. miejsce  | 1:19:26  |
| 2019 | Mistrzostwa świata                     | Doha           | chód na 20 km             | –           | DNF      |
| 2021 | Igrzyska olimpijskie                   | Tokio          | chód na 20 km             | 26. miejsce | 1:26:39  |